# Чесноков, Борис Валентинович
Борис Валентинович Чесноко́в (11 июня 1928, Ставрополь — 25 октября 2005, Миасс) — доктор геолого-минералогических наук, лауреат Демидовской премии.

## Биография
В 1952 году окончил Свердловский горный институт.
В 1953—1977 годах — работал на кафедре минералогии и петрографии Свердловского горного института, аспирант (1957), доцент (1963).
В 1978 году переехал в город Миасс, работал в Ильменском государственном заповеднике АН СССР.
В 1982 году защитил докторскую диссертацию на тему «Минералогическое картирование рудного района с гидротермальной минерализацией (на примере Берёзовского рудного района на Урале)».
В 1988—1998 годах заведовал лабораторией минералогии техногенеза Института минералогии УрО РАН.
Открыл и описал новый минерал — матвеевит, названный в честь К. К. Матвеева.

## Награды и премии
- 1993 — Лауреат Демидовской премии.